# Phyllocnistis hagnopa
Phyllocnistis hagnopa là một loài bướm đêm thuộc họ Gracillariidae, known from Tamil Nadu, Ấn Độ. Ấu trùng ăn Ailanthus excelsa.